# Romano Rostislavič
Romano Rostislavič (in russo e in ucraino Роман Ростиславич?; ... – 1180) fu principe di Smolensk (1160-1172; 1177-1180), principe di Kiev (1171-1173; 1175-1176 o 1177) con il nome di Romano I di Kiev e principe di Novgorod (1178–1179).

## Biografia
Figlio primogenito di Rostislav Mstislavič e di una consorte incerta, Romano apparteneva alla dinastia dei Rjurikidi, più precisamente al ramo dei Rostislavič. È noto che, nel 1159, suo padre incaricò lui e suo fratello Rurik Rostislavič in aiuto di Rogvolod Borisovič di Polock contro Minsk.
Romano si impose per breve tempo quale principe di Kiev nel luglio del 1171, subentrando a Gleb Jur'evič, morto in circostanze misteriose il 20 gennaio 1171. La nomina di Romano avvenne perché il principe di Vladimir-Suzdal' Andrea Bogoljubskij, la cui ingerenza nella moderna capitale ucraina era fortissima da un biennio, non fu in grado di insediare un proprio fantoccio al potere. Nel 1173, la situazione si incancrenì quando i kievani diffusero la voce che Gleb fosse stato avvelenato e Andrea pretese da Romano Rostislavič di ricercare i colpevoli e inviarli al suo cospetto. Avendo rigettato la richiesta, costui pretese che Romano e i suoi fratelli Davide e Mstislav lasciassero Kiev, Vyšhorod e Belgorod, tornando infine al loro dominio patrimoniale di Smolensk. Rurik, l'altro fratello di Romano attivo a Vručij, fu ignorato dalla minaccia, mentre Romano, per evitare scontri, tornò a Smolensk e Andrea lo sostituì con suo fratello Michele Jur'evič a Kiev. Quest'ultimo valutò attentamente la situazione e, per timore di subire lo stesso destino di Gleb, preferì consegnare l'insediamento al fratello minore Vsevolod (il futuro Vsevolod III di Vladimir) e al nipote Jaropolk Rostislavič. Rurik, Davide e Mstislav, tuttavia, non furono soddisfatti di questi accordi e reagirono attaccando il 24 marzo la città, facendo prigionieri Vsevolod e Jaropolk e nominando Rurik come nuovo principe.
Si trattò della prima volta che i Rostislavič sfidarono apertamente l'autorità di Andrea, la cui posizione genealogica era superiore. Benché Romano fosse il fratello maggiore, la nomina di Rurik non fu da lui contestata, motivo per cui è chiaro che ormai il rispetto della tradizione dei decenni precedenti stesse gradualmente sfumando. Il cambio di fazione di Michele Jur'evič allarmò ulteriormente Andrea, che intimò subito i Rostislavič di abbandonare Kiev; poiché la minaccia cadde nel vuoto, egli radunò presto un grande esercito con l'ausilio del ramo rjurikide degli Olgoviči, assegnandone la gestione a Svjatoslav Vsevolodovič, principe di Černihiv. All'avvicinarsi delle truppe, la città di Kiev era già stata abbandonata da Rurik, che si rifugiò a Belgorod e la rese suo dominio personale. Dopo varie settimane turbolente che impedirono a qualsiasi fazione di assicurarsi di Kiev, i Rostislavič si dissero disponibili a insediare Romano al potere se Andrea Bogoljubskij lo avesse voluto, ma prima che potesse avere luogo una distensione dei rapporti, il principe di Vladimir fu assassinato il 29 giugno 1174. Ciò sconvolse gli equilibri nella regione e spinse Romano Rostislavič a insediarsi a Kiev nel 1175 senza paura di incontrare degli oppositori. Romano venne poi detronizzato da Svjatoslav Vsevolodovič di Černihiv con la forza nel 1176 (o 1177), consapevole che ogni altro pretendente della sua generazione era deceduto.
Nel 1180, Romano, che era il membro più anziano in vita dei Rostislavič, morì a Smolensk. Mstislav era come detto già deceduto, motivo per cui Rurik e Davide rimasero i due soli eredi attivi della famiglia; il secondo sostituì Romano a Smolensk.
Ebbe due figli, Jaropolk e Mstislav.

## Ascendenza
|                      |   |                    | Genitori           |  |  | Nonni                    |  |  | Bisnonni             |  |
|                      |   |                    |                    |  |  | Mstislav I Volodymyrovyč |  |  | Vladimir II Monomaco |  |
|                      |   |                    |                    |  |  | Mstislav I Volodymyrovyč |  |  | Vladimir II Monomaco |  |
|                      |   | Gytha del Wessex   |                    |  |  | Mstislav I Volodymyrovyč |  |  |                      |  |
| Rostislav Mstislavič |   |                    |                    |  |  | Mstislav I Volodymyrovyč |  |  |                      |  |
|                      |   | Cristina di Svezia | Ingold I di Svezia |  |  |                          |  |  |                      |  |
|                      |   | Cristina di Svezia | Ingold I di Svezia |  |  |                          |  |  |                      |  |
|                      |   | Cristina di Svezia | Elena di Svezia    |  |  |                          |  |  |                      |  |
| Romano Rostislavič   |   | Cristina di Svezia |                    |  |  |                          |  |  |                      |  |
|                      | … | …                  |                    |  |  |                          |  |  |                      |  |
|                      | … | …                  |                    |  |  |                          |  |  |                      |  |
|                      | … | …                  |                    |  |  |                          |  |  |                      |  |
| ?                    | … |                    |                    |  |  |                          |  |  |                      |  |
|                      |   | …                  | …                  |  |  |                          |  |  |                      |  |
|                      |   | …                  | …                  |  |  |                          |  |  |                      |  |
|                      |   | …                  | …                  |  |  |                          |  |  |                      |  |
|                      |   | …                  |                    |  |  |                          |  |  |                      |  |